# Lijst van voetbalinterlands Mexico - Zuid-Korea
Deze lijst van voetbalinterlands is een overzicht van alle officiële voetbalwedstrijden tussen de nationale teams van Mexico en Zuid-Korea. De landen speelden tot op heden veertien keer tegen elkaar. De eerste ontmoeting, een wedstrijd tijdens de Olympische Zomerspelen 1948, werd gespeeld in Londen (Verenigd Koninkrijk) op 2 augustus 1948. Het laatste duel, een vriendschappelijke wedstrijd, vond plaats op 14 november 2020 in Wiener Neustadt (Oostenrijk).

## Wedstrijden
| №  | Plaats            | Datum            | Competitie                   | Wedstrijd           | Uitslag |
| -- | ----------------- | ---------------- | ---------------------------- | ------------------- | ------- |
| 1  | Londen            | 2 augustus 1948  | OS 1948                      | Mexico − Zuid-Korea | 3 − 5   |
| 2  | Los Angeles       | 26 februari 1980 | Vriendschappelijk            | Mexico – Zuid-Korea | 0 – 1   |
| 3  | Mexico-Stad       | 11 februari 1981 | Vriendschappelijk            | Mexico – Zuid-Korea | 4 – 0   |
| 4  | Los Angeles       | 3 december 1985  | Vriendschappelijk            | Zuid-Korea – Mexico | 1 – 2   |
| 5  | Guadalajara       | 10 december 1985 | Vriendschappelijk            | Mexico – Zuid-Korea | 2 – 1   |
| 6  | Los Angeles       | 10 augustus 1989 | Vriendschappelijk            | Mexico − Zuid-Korea | 4 − 2   |
| 7  | Lyon              | 13 juni 1998     | WK 1998                      | Zuid-Korea – Mexico | 1 – 3   |
| 8  | Seoel             | 12 juni 1999     | Vriendschappelijk            | Zuid-Korea – Mexico | 1 – 1   |
| 9  | Ulsan             | 1 juni 2001      | FIFA Confederations Cup 2001 | Zuid-Korea – Mexico | 2 – 1   |
| 10 | Pasadena          | 27 januari 2002  | CONCACAF Gold Cup 2002       | Mexico – Zuid-Korea | 0 – 0   |
| 11 | Los Angeles       | 15 februari 2006 | Vriendschappelijk            | Mexico – Zuid-Korea | 0 – 1   |
| 12 | San Antonio       | 29 januari 2014  | Vriendschappelijk            | Mexico − Zuid-Korea | 4 − 0   |
| 13 | Rostov aan de Don | 23 juni 2018     | WK 2018                      | Zuid-Korea – Mexico | 1 − 2   |
| 14 | Wiener Neustadt   | 14 november 2020 | Vriendschappelijk            | Mexico − Zuid-Korea | 3 − 2   |

## Samenvatting
| Competitie              | Totaal gespeeld | Winst Mexico | Gelijk | Winst Zuid-Korea | Doelsaldo Mexico – Zuid-Korea |
| ----------------------- | --------------- | ------------ | ------ | ---------------- | ----------------------------- |
| WK-eindronde            | 2               | 2            | 0      | 0                | 5 − 2                         |
| FIFA Confederations Cup | 1               | 0            | 0      | 1                | 1 − 2                         |
| CONCACAF Gold Cup       | 1               | 0            | 1      | 0                | 0 − 0                         |
| Olympische Spelen       | 1               | 0            | 0      | 1                | 3 − 5                         |
| Vriendschappelijk       | 9               | 6            | 1      | 2                | 20 − 9                        |
| Totaal                  | 14              | 8            | 2      | 4                | 29 − 18                       |

## Details

### Vierde ontmoeting
| Vriendschappelijk (Los Angeles, Verenigde Staten, 3 december 1985): |            |                                 |
| Zuid-Korea                                                          | 1 – 2      | Mexico                          |
| Kim Joo-Sung 13'                                                    | goals      | 15' Luis Flores 15' Luis Flores |
| Kim Jung-Nam                                                        | bondscoach | Bora Milutinović                |

### Vijfde ontmoeting
| Vriendschappelijk (Guadalajara, Mexico, 10 december 1985): |            |                  |
| Mexico                                                     | 2 – 1      | Zuid-Korea       |
| Tomás Boy 43' (pen.) Carlos Hermosillo 80'                 | goals      | 23' Kim Jong-Boo |
| Bora Milutinović                                           | bondscoach | Kim Jung-Nam     |

### Tiende ontmoeting
| CONCACAF Gold Cup 2002 (Pasadena, Verenigde Staten, 27 januari 2002): |                     | |
| Mexico | 0 – 0               | Zuid-Korea |
| | goals               | |
| Javier Aguirre | bondscoach          | Guus Hiddink |
| José Antonio Noriega Gabriel De Anda Luis Alfonso Sosa Ignacio Hierro | strafschoppen 2 – 4 | Lee Eul-Yong Lee Dong-Gook Choi Sung-yong Lee Young-pyo |
| Adrián Martínez Sidney Balderas Ignacio Hierro Gabriel De Anda Luis Alfonso Sosa Tomás Campos Marco Garcés 100' Antonio Sancho 46' José Antonio Noriega Carlos Ochoa Adolfo Bautista 63' | opstellingen        | Lee Woon-jae Kim Tae-Young Song Jong-Gook Choi Jin-Cheol Kim Nam-il Lee Eul-Yong Lee Young-pyo Park Ji-sung 46' Choi Tae-uk 73' Kim Do-Hoon 106' Cha Du-ri |
| Víctor Gutiérrez 46' Jair García 63' Joaquín Reyes 100' | wissels             | 46' Choi Sung-yong 73' Lee Dong-Gook 106' Ahn Hyo-Yeon |
| Gabriel De Anda 70' Carlos Ochoa 90+1' | gele kaarten        | 35' Choi Jin-Cheol 89' Lee Eul-Yong 95' Kim Nam-il 99' Lee Young-pyo                                                                                       |

### Twaalfde ontmoeting
| Vriendschappelijk (San Antonio, Verenigde Staten, 29 januari 2014): |              | |
| Mexico | 4 – 0        | Zuid-Korea |
| Oribe Peralta 37' Alan Pulido 45' Alan Pulido 86' Alan Pulido 89' | goals        | |
| Miguel Herrera | bondscoach   | Hong Myung-bo |
| Alfredo Talavera Rafael Márquez 46' Diego Reyes Miguel Ponce 46' Maza 55' Isaác Brizuela José Juan Vázquez 55' Carlos Peña 46' Alan Pulido Rodolfo Pizarro Oribe Peralta 55' | opstellingen | Kim Seung-gyu 67' Kim Jin-Su Kang Min-Soo Park Jin-Po Kim Tae-Hwan Kim Kee-Hee 77' Park Jong-Woo 46' Lee Myung-Joo 46' Yeom Ki-Hun 60' Lee Keun-ho 46' Kim Shin-wook |
| Juan Carlos Valenzuela 46' Jorge Torres Nilo 46' Luis Montes 46' Enrique Pérez 55' Aldo de Nigris 55' Jesús Zavala 55'                                                       | wissels      | 46' Kim Min-Woo 46' Lee Seung-Gi 46' Lee Ho 60' Ko Yo-Han 67' Kim Dae-Ho 77' Song Jin-hyung                                                                          |
| | gele kaarten | 57' Lee Seung-Gi |
| - Debuut van Alan Pulido (Club Tigres) voor Mexico. |              | |

### Dertiende ontmoeting
| WK 2018 (Rostov aan de Don, Rusland, 23 juni 2018): |            |                                             |
| Zuid-Korea                                          | 1 – 2      | Mexico                                      |
| Son Heung-min 90'                                   | goals      | 26' (pen.) Carlos Vela 66' Javier Hernández |
| Shin Tae-yong                                       | bondscoach | Juan Carlos Osorio                          |

### Veertiende ontmoeting
| Vriendschappelijk (Wiener Neustadt, Oostenrijk, 14 november 2020): |       |                                    |
| Mexico                                                             | 3 – 2 | Zuid-Korea                         |
| Raúl Jiménez 67' Uriel Antuna 69' Carlos Salcedo 70'               | goals | 20' Hwang Ui-jo 87' Kwon Kyung-won |

FMF · A-internationals · Selecties · Bondscoaches · Statistieken · Mexicaans vrouwenelftal · Olympisch elftal · Mexico U21 · Mexico U20 · Mexico U19 · Mexico U18 · Mexico U17
1920 – 1949 ·
1950 – 1969 ·
1970 – 1979 ·
1980 – 1989 ·
1990 – 1999 ·
2000 – 2009 ·
2010 – 2019 ·
2020 – 2029
Copa América 1993 ·
Copa América 1995 ·
Copa América 1997 ·
Copa América 1999 ·
Copa América 2001 ·
Copa América 2004 ·
Copa América 2007 ·
Copa América 2011 ·
Copa América 2015 · 
Copa América 2016
WK 1930 ·
WK 1950 ·
WK 1954 ·
WK 1958 ·
WK 1962 ·
WK 1966 ·
WK 1970 ·
WK 1978 ·
WK 1986 ·
WK 1994 ·
WK 1998 ·
WK 2002 ·
WK 2006 ·
WK 2010 ·
WK 2014 · 
WK 2018
OS 1928 ·
OS 1948 ·
OS 1964 ·
OS 1968 ·
OS 1972 ·
OS 1976 ·
OS 1992 ·
OS 1996 ·
OS 2004 ·
OS 2012 ·
OS 2016 ·
OS 2020
1923 ·
1924–1927 ·
1928 ·
1929 ·
1930 ·
1931–1933 ·
1934 ·
1935 ·
1936 ·
1937 ·
1938 ·
1939–1946 ·
1947 ·
1948 ·
1949 ·
1950 ·
1951 ·
1952 ·
1953 ·
1954 ·
1955 ·
1956 ·
1957 ·
1958 ·
1959 ·
1960 ·
1961 ·
1962 ·
1963 ·
1964 ·
1965 ·
1966 ·
1967 ·
1968 ·
1969 ·
1970 · 
1971 · 
1972 · 
1973 · 
1974 · 
1975 · 
1976 · 
1977 · 
1978 · 
1979 · 
1980 · 
1981 · 
1982 · 
1983 · 
1984 · 
1985 · 
1986 · 
1987 · 
1988 · 
1989 · 
1990 · 
1991 · 
1992 · 
1993 · 
1994 · 
1995 · 
1996 · 
1997 · 
1998 · 
1999 · 
2000 · 
2001 · 
2002 · 
2003 · 
2004 · 
2005 · 
2006 · 
2007 · 
2008 · 
2009 · 
2010 · 
2011 · 
2012 · 
2013 · 
2014 · 
2015 · 
2016 ·
2017 ·
2018 ·
2019 ·
2020 ·
2021 ·
2022 ·
2023
Albanië ·
Algerije ·
Angola ·
Argentinië ·
Australië ·
België ·
Belize ·
Bermuda ·
Bolivia ·
Bosnië en Herzegovina ·
Brazilië ·
Bulgarije ·
Canada ·
Chili ·
China ·
Colombia ·
Congo-Kinshasa ·
Costa Rica ·
Cuba ·
Curaçao ·
DDR ·
Denemarken ·
Dominica ·
Duitsland ·
Ecuador ·
Egypte ·
El Salvador ·
Engeland ·
Estland ·
Fiji ·
Finland ·
Frankrijk ·
Gambia ·
Ghana ·
Griekenland ·
Guatemala ·
Guyana ·
Haïti ·
Honduras ·
Hongarije ·
Ierland ·
IJsland ·
Irak ·
Iran ·
Israël ·
Italië ·
Ivoorkust ·
Jamaica ·
Japan ·
Joegoslavië ·
Kameroen ·
Kroatië ·
Liberia ·
Luxemburg ·
Marokko ·
Martinique ·
Nederland ·
Nederlandse Antillen ·
Nicaragua ·
Nieuw-Zeeland ·
Nigeria ·
Noord-Ierland ·
Noord-Korea ·
Noorwegen ·
Oekraïne ·
Oezbekistan ·
Panama ·
Paraguay ·
Peru ·
Polen ·
Portugal ·
Qatar ·
Roemenië ·
Rusland ·
Saint Kitts en Nevis ·
Saint Vincent en de Grenadines ·
Saoedi-Arabië ·
Schotland ·
Senegal ·
Servië ·
Slovenië ·
Slowakije ·
Sovjet-Unie ·
Spanje ·
Suriname ·
Trinidad en Tobago ·
Tsjechië ·
Tsjecho-Slowakije ·
Tunesië ·
Uruguay ·
Venezuela ·
Verenigde Staten ·
Wales ·
Wit-Rusland ·
Zuid-Afrika ·
Zuid-Korea ·
Zweden ·
Zwitserland
Angola (2006) ·
Argentinië (2006) ·
Brazilië (1999) ·
Brazilië (2014) ·
Brazilië (2018) ·
Duitsland (2018) ·
Frankrijk (2010) ·
Iran (2006) ·
Kameroen (2014) ·
Kroatië (2014) ·
Nederland (2014) ·
Portugal (2006) ·
Uruguay (2010) ·
Zuid-Afrika (2010) ·
Zuid-Korea (2018) ·
Zweden (2018)
KFA · A-internationals · Selecties · Bondscoaches · Zuid-Koreaans vrouwenelftal · Olympisch elftal · Zuid-Korea U21 · Zuid-Korea U20 · Zuid-Korea U19 · Zuid-Korea U18 · Zuid-Korea U17
1940 – 1949 ·
1950 – 1959 ·
1960 – 1969 ·
1970 – 1979 ·
1980 – 1989 ·
1990 – 1999 ·
2000 – 2009 ·
2010 – 2019 ·
2020 − 2029
WK 1954 · 
WK 1986 · 
WK 1990 · 
WK 1994 · 
WK 1998 · 
WK 2002 · 
WK 2006 · 
WK 2010 · 
WK 2014 · 
WK 2018
OS 1948 ·
OS 1964 ·
OS 1988 ·
OS 1992 ·
OS 1996 ·
OS 2000 ·
OS 2004 ·
OS 2008 ·
OS 2012 ·
OS 2016 ·
OS 2020
1948 ·
1949 ·
1950 · 
1951 · 1952 · 
1953 · 
1954 · 
1955 · 
1956 · 
1957 · 
1958 · 
1959 ·
1960 · 
1961 · 
1962 · 
1963 · 
1964 · 
1965 · 
1966 · 
1967 · 
1968 · 
1969 ·
1970 · 
1971 · 
1972 · 
1973 · 
1974 · 
1975 · 
1976 · 
1977 · 
1978 · 
1979 ·
1980 · 
1981 · 
1982 · 
1983 · 
1984 · 
1985 · 
1986 · 
1987 · 
1988 · 
1989 ·
1990 ·
1991 · 
1992 · 
1993 · 
1994 · 
1995 · 
1996 · 
1997 · 
1998 · 
1999 · 
2000 · 
2001 · 
2002 · 
2003 · 
2004 · 
2005 · 
2006 · 
2007 · 
2008 · 
2009 · 
2010 · 
2011 ·
2012 ·
2013 ·
2014 ·
2015 ·
2016 ·
2017 ·
2018 ·
2019 ·
2020 ·
2021 ·
2022 ·
2023 ·
2024
Afghanistan ·
Algerije ·
Angola ·
Argentinië ·
Australië ·
Bahrein ·
Bangladesh ·
België ·
Bolivia ·
Bosnië en Herzegovina ·
Brazilië ·
Brunei ·
Bulgarije ·
Burkina Faso ·
Cambodja ·
Canada ·
Chili ·
China ·
Colombia ·
Costa Rica ·
Cuba ·
Denemarken ·
Duitsland ·
Ecuador ·
Egypte ·
El Salvador ·
Engeland ·
Filipijnen ·
Finland ·
Frankrijk ·
Georgië ·
Ghana ·
Griekenland ·
Guam ·
Guatemala ·
Haïti ·
Honduras ·
Hongarije ·
Hongkong ·
IJsland ·
India ·
Indonesië ·
Irak ·
Iran ·
Israël ·
Italië ·
Ivoorkust ·
Jamaica ·
Japan ·
Jemen ·
Joegoslavië ·
Jordanië ·
Kameroen ·
Kazachstan ·
Kenia ·
Kirgizië ·
Koeweit ·
Kroatië ·
Laos ·
Letland ·
Libanon ·
Libië ·
Luxemburg ·
Macau ·
Malediven ·
Maleisië ·
Mali ·
Malta ·
Marokko ·
Mexico ·
Moldavië ·
Mongolië ·
Myanmar ·
Nederland ·
Nepal ·
Nieuw-Zeeland ·
Nigeria ·
Noord-Ierland ·
Noord-Korea ·
Noord-Macedonië ·
Noorwegen ·
Oekraïne ·
Oezbekistan ·
Oman ·
Pakistan ·
Palestina ·
Panama ·
Paraguay ·
Peru ·
Polen ·
Portugal ·
Qatar ·
Roemenië ·
Rusland ·
Saoedi-Arabië ·
Schotland ·
Senegal ·
Servië ·
Servië en Montenegro ·
Singapore ·
Slowakije ·
Soedan ·
Spanje ·
Sri Lanka ·
Syrië ·
Tadzjikistan ·
Taiwan ·
Thailand ·
Togo ·
Trinidad en Tobago ·
Tsjechië ·
Tunesië ·
Turkije ·
Turkmenistan ·
Uruguay ·
Venezuela ·
Verenigde Arabische Emiraten ·
Verenigde Staten ·
Vietnam ·
Wales ·
Wit-Rusland ·
Zambia ·
Zuid-Jemen ·
Zuid-Vietnam ·
Zweden ·
Zwitserland
Algerije (2014) · 
Australië (2015, 2) ·
België (2014) · 
Duitsland (2018) · 
Frankrijk (2006) · 
Griekenland (2010) ·
Mexico (2018) ·
Nigeria (2010) · 
Portugal (2022) · 
Rusland (2014) · 
Togo (2006) · 
Zweden (2018) ·
Zwitserland (2006)